# Leeuwarderpijp
De Leeuwarderpijp is een voormalige waterpoort in de stad Sneek.
Deze waterpoort lag ter hoogte van waar nu de Gedempte Pol lag. Deze was toentertijd niet gedempt en was een belangrijke waterweg in de stad en was het koppelpunt met de Zwette richting Leeuwarden. Deze pijp werd in 1766 verbeterd met leuningen en zitbanken. Voorheen werden in de poort deuren gesloten zodra de avond was gevallen.
Bij de Leeuwarderpijp stonden twee kanonnen ter verdediging van de stad.
De achterliggende draaibrug is nog aanwezig en heet Koninginnebrug.